# Marwar
Marwar – region w południowo-zachodniej części indyjskiego stanu Radżastan, rozciągający się wokół miasta Dźodhpur. 

## Źródłosłów
Nazwa regionu wywodzi się od sanskryckiego słowa Maruwat (kraina śmierci), czyli od lokalnej nazwy pustyni Thar: Maruwara (Marusthali), z którą graniczy
.

## Lokalizacja
Marwar leży na piaszczystej, półpustynnej równinie :
- na południe od pasma gór ostańcowych Arawali, które zatrzymują znaczną część opadów monsunowych w porze deszczowej. W pozostałej części roku opady są znikome, 10–40 cm. Temperatury latem mogą dochodzić do 50 °C, zimą bywają zaś ujemne.
- na północ od rzeki Luni, która wypływa ze świętego jeziora Pushkar w pobliżu miasta Adźmer i zanika na bagiennych terenach Rann of Kutch w stanie Gujarat.

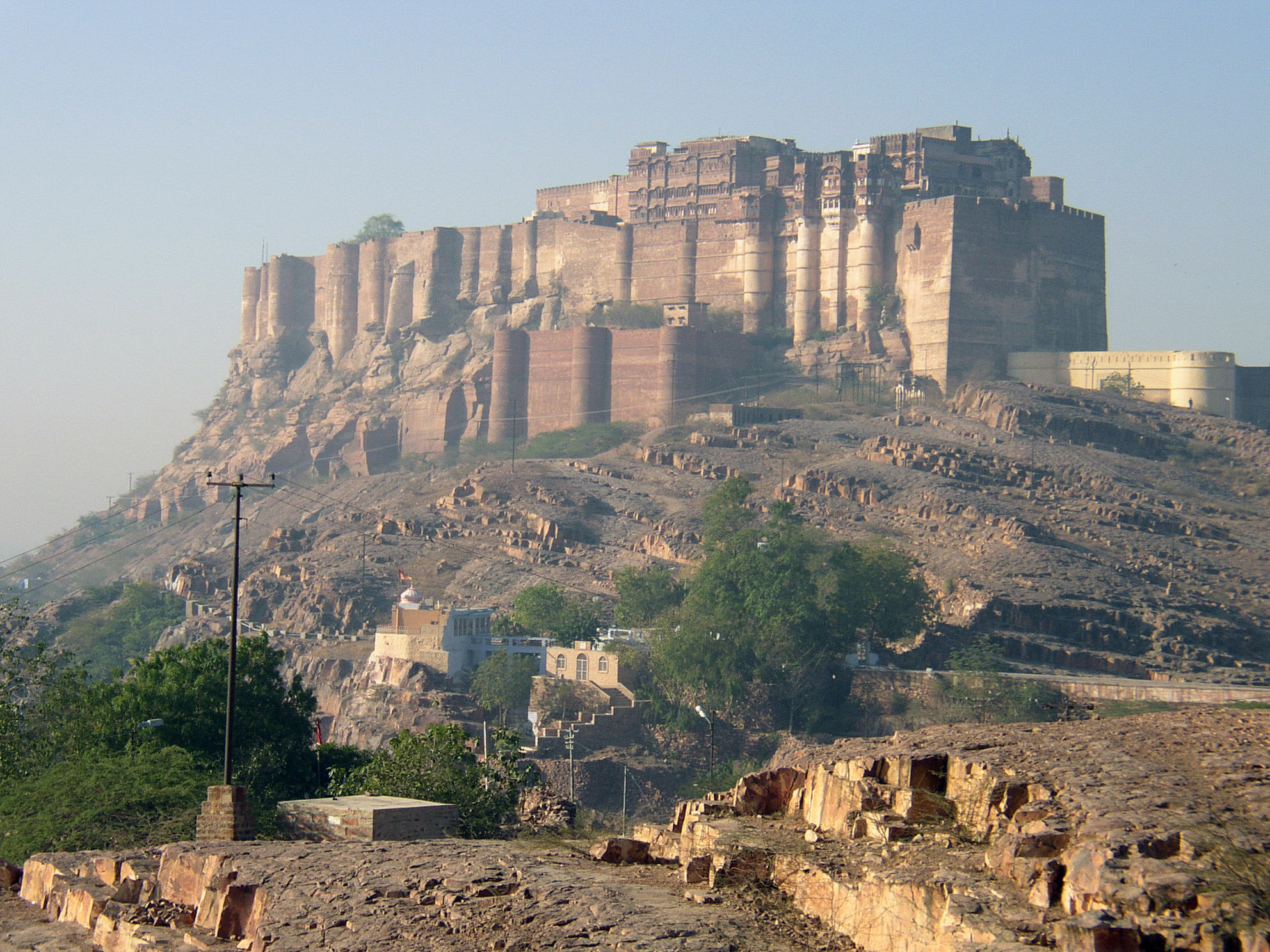
Fort Mehrangarh w Dźodhpurze

## Historia
Radźpucki klan Gurdźara-Pratihara założył w VI w. królestwo Marwaru ze stolicą w Mandore, kilka kilometrów od obecnego Dżodhpuru. 
W XIII w. klan Rathore ustanowił królestwo Dźodhpur. Po złupieniu Kannauju przez Muhammada Ghoriego w roku 1194 i przejęciu go w XIII w. przez Sułtanat Delhijski Rathorowie wycofali się na zachód. W XVI w. królestwo zostało zdobyte przez mogolskiego cesarza Akbara, stając się państwem wasalnym. 
W roku 1949 maharadża Hanwant Singh przyłączył się wraz z innymi księstwami radźpuckimi do nowo powstałej republiki Indii.

## Ludność
Głównie Marwarczycy należący do różnych kast, posługujący się językami: marwari,  innymi językami i dialektami radżastańskimi i językiem hindi (język administracji i szkolnictwa).

## Kultura

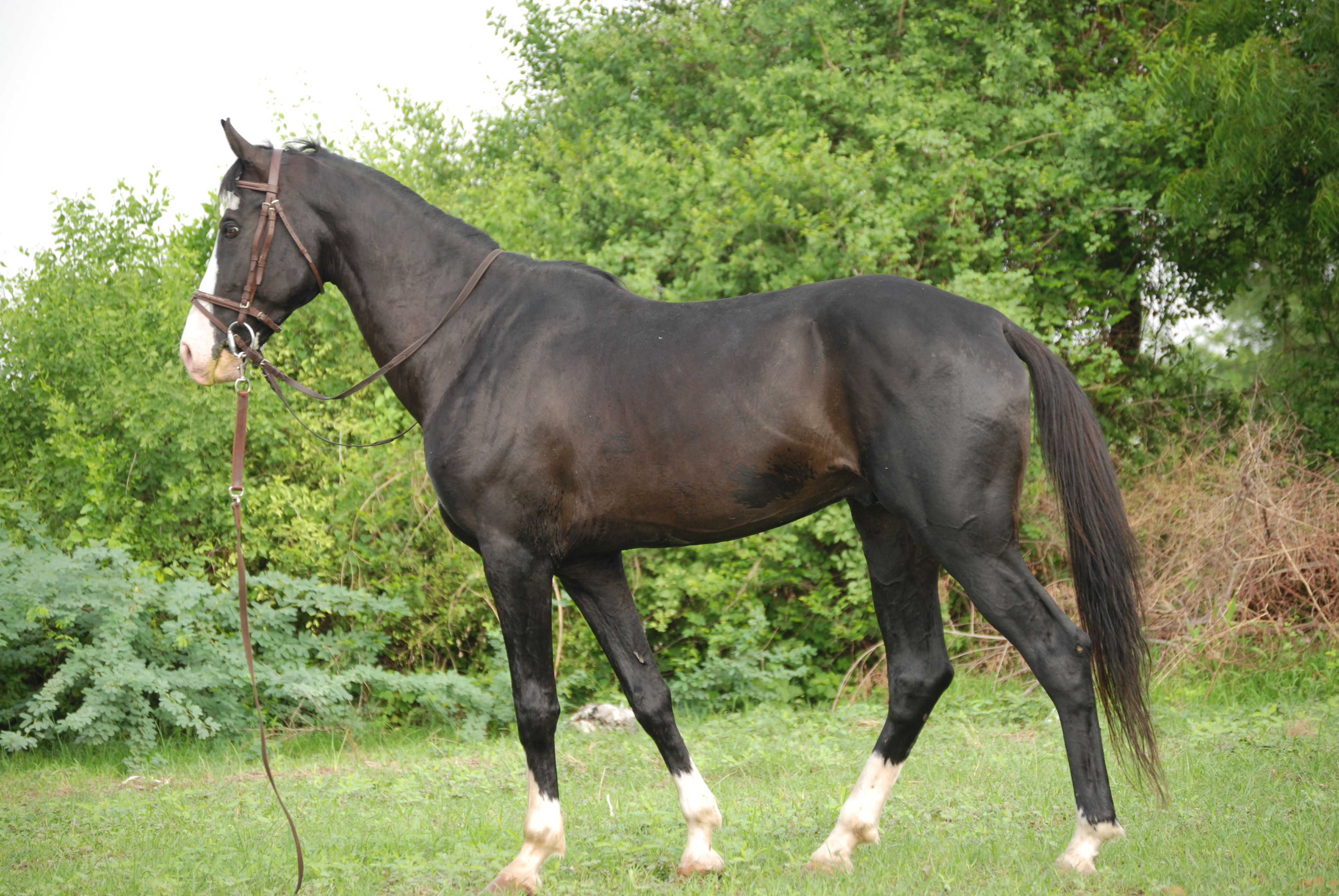
Ogier rasy marwarskiej

W Dżodhpurze pod rządami klanu Rathore powstała tzw. marwarska szkoła malarstwa, będąca połączeniem wpływów malarstwa mogolskiego i tradycji lokalnych.
W regionie Shekhawati wyhodowano, początkowo na użytek miejscowych oddziałów kawalerii, osobną rasę koni, tzw. koni marwarskich, cieszących się do dzisiaj wielkim popytem w Europie i USA.
Obchody święta regionu Marwar odbywają się corocznie w Dźodhpurze w listopadzie (szarad purnima).  Miejscami oficjalnych uroczystości są Mehernagar i Umaid Bhawan.

## Literatura
- Jan Kieniewicz: Historia Indii. Wyd. 3. Wrocław: Ossolineum, 2003, s. 196,250,293,309,316,434. ISBN 83-04-04642-3.
- Louis Frédéric: Słownik cywilizacji indyjskiej. Przemysław Piekarski (red. nauk.). Wyd. 1. T. 1. Katowice: Wydawnictwo "Książnica", 1998, s. 262.Dżodhpur. ISBN 83-7132-369-7.
- Louis Frédéric: Słownik cywilizacji indyjskiej. Przemysław Piekarski (red.nauk.). Wyd. 1. T. 2. Katowice: Wydawnictwo "Książnica", 1998, s. 46.Marwar. ISBN 83-7132-370-0.
- Radźasthan. W: Indie. Wyd. 1. Warszawa: Wiedza i Życie, 2007, s. 308-309, seria: Przewodniki Wiedzy i Życia. ISBN 83-7448-611-2.